# استیو گاپی
استیو گاپی (به انگلیسی: Steve Guppy) بازیکن فوتبال زادهٔ ۲۹ مارس ۱۹۶۹ اهل انگلستان بود که سابقهٔ بازی در تیم ملی فوتبال انگلستان را در کارنامهٔ خود دارد. وی در تاریخ ۱۰ اکتبر ۱۹۹۹ تنها بازی ملی خود را در مقابل تیم ملی فوتبال بلژیک انجام داد.